# Леонардо Асеведо
Леонардо Асеведо (ісп. Leonardo Acevedo, нар. 18 квітня 1996, Медельїн) — колумбійський футболіст, нападник клубу «Ештуріл-Прая».

## Ігрова кар'єра
Вихованець клубу «Атлетіко Насьйональ», за який так і не дебютував і 2014 року був відданий в оренду в португальський «Порту». У першому сезоні Леонардо грав за юнацьку команду, забивши 29 м'ячів у 36 матчах юнацького чемпіонату Португалії. Крім цього з командою «Порту» до 19 років був учасником Юнацької ліги УЄФА 2014/15, де забив 5 м'ячів у 5 іграх і став з командою чвертьфіналістом турніру, привернувши увагу таких клубів, як «Ювентус», «Боруссія» (Дортмунд) та «Шальке 04».
На дорослому рівні дебютував у травні 2015 року у матчі дублюючої команди «Порту» і в сезоні 2015/16 став за неї стабільно виступати, забивши 9 голів у 25 матчах чемпіонату і вигравши Сегунду, другий за рівнем дивізіон Португалії.
20 липня 2016 року Асеведо перейшов до іншого португальського клубу, «Спортінга», де також перший сезон грав за дублерів у Сегунді, забивши 12 голів у 35 матчах. Після цього 24 липня 2017 року був відданий в оренду на рік у «Боавішту». 7 серпня в грі проти «Портімоненсі» (2:1) Асеведо дебютував у португальській Прімейрі. Всього за період оренди колумбієць зіграв в чемпіонаті Португалії 19 матчів, забив 1 м'яч і зробив 1 результативну передачу. Також одну гру Леонардо провів у національному кубку.
22 серпня 2018 року був відданий в оренду на сезон в луганську «Зорю», ставши першим колумбійським гравцем в історії клубу. У сезоні 2018/19 Леонардо провів всього 11 матчів у всіх турнірах за клуб, в яких не відзначився результативними діями, тому луганський клуб відмовився від викупу футболіста. Надалі грав також на правах оренди за клуби других дивізіонів — португальський «Варзім» та іспанський «УД Логроньєс».
21 липня 2021 року підписав повноцінний контракт з португальським клубом вищого дивізіону «Ештуріл-Прая».

## Досягнення
- Переможець Сегунда-Ліги: 2015/16